# The Oval
The Oval är en fotbollsarena i Belfast, Nordirland.  Den är hemmaplan för Glentoran FC.